# Técnica del botón de reinicio
La técnica del botón de reinicio (basada en la idea de «status quo ante») se refiere a un dispositivo argumental para interrumpir la continuidad en obras de ficción. En términos sencillos, el dispositivo del botón de reinicio permite que todos los personajes y situaciones retornen al status quo anterior a algún cambio importante. Puede emplearse a mitad de un programa para negar alguna parte de lo que pasó antes. La técnica es utilizada a menudo en series de televisión de ciencia ficción, así como en series animadas, cómics, telenovelas y otros medios, y da cabida a cambios dramáticos en los personajes o el universo ficticio, cambios que de otra manera podrían invalidar la premisa de la continuidad del programa (con respecto a episodios futuros u otros detalles de la trama). Por ejemplo, el dispositivo puede ser usado por libretistas para brindar a la audiencia una experiencia más tolerable sobre la muerte del protagonista, lo que sería normalmente imposible sin poner fin efectivamente a la obra o sin alterar significativamente su curso.

## Uso único
El uso efectivo de esta técnica en producciones en las que no suele aparecer depende en gran medida de que el público suspenda su incredulidad hasta el momento preciso en que se emplea la técnica del botón de reinicio. Una ejecución exitosa de esta técnica requiere que se introduzcan desarrollos en la trama que alteren de manera significativa el curso del programa, sin indicar que la continuidad se verá interrumpida. Empleada a menudo como un giro argumental, la técnica del botón de reinicio permite deshacer todos los eventos previos de un episodio. Este dispositivo narrativo se inspira en la ciencia ficción y en conceptos metafísicos, y es incluido con frecuencia en tales géneros.
Ejemplos de la técnica del botón de reinicio incluyen secuencias de sueños, flashbacks de historias alternativas, universos paralelos, «realidades alternativas», «líneas temporales alternativas», fantasías, viajes a través del tiempo o alucinaciones. Un ejemplo de un tropo que utiliza esta técnica (por lo general en la ciencia ficción o en la fantasía), es aquel en que un personaje se encuentra en una situación que le resulta familiar, pero durante el episodio, algunas cosas parecen extrañas. A continuación tienen lugar uno o más acontecimientos importantes, tales como la muerte de un personaje principal. Para el final del episodio o arco argumental, el personaje cae en la cuenta de que ha sido puesto en una copia de sus circunstancias normales, generalmente para tratar de sacarle información, y que el cerebro detrás del plan ha cometido algunos errores al crear el ambiente copiado.
Probablemente uno de los ejemplos más infames de esta técnica sea el estreno de temporada de 1986 de la serie estadounidense Dallas, episodio en el que se revela que la muerte del personaje de Bobby Ewing de la temporada anterior se trató simplemente de un sueño de otro de los personajes. Este ejemplo fue parodiado en el episodio «Da Boom» de la serie animada estadounidense Padre de familia. En el género de los cómics, en la historia Spider-Man: One More Day de Spider-Man se deshizo el matrimonio entre Peter Parker y Mary Jane Watson, lo que generó numerosas críticas debido a los problemas de continuidad que causó, llegando incluso a ser comparado por  algunos críticos con el caso de Dallas.
Con todo, cuando se utiliza adecuadamente, la técnica puede resultar devastadora en términos de sus efectos. Por ejemplo, cerca del final del último episodio de la comedia estadounidense Newhart, el posadero Dick Loudon (interpretado por Bob Newhart ) recibe un golpe en la cabeza que lo deja inconsciente. La escena cambia entonces de manera abrupta y el Dr. Bob Hartley, un personaje que Newhart había interpretado en la serie anterior The Bob Newhart Show, se despierta en la cama junto a su esposa Emily (Suzanne Pleshette). Hartley entonces le describe a Emily el extraño sueño que acaba de tener acerca de administrar una posada en Vermont, y esta le echa la culpa a la comida japonesa que Bob comió antes de acostarse. De esta manera, se estableció que la totalidad de la serie Newhart era parte de los sueños de Hartley.

## Uso como dispositivo argumental frecuente
En muchas series de televisión y otros medios, el tropo del botón de reinicio se emplea como un dispositivo argumental estándar y, con frecuencia, explícito. En la serie animada Dragon Ball, por ejemplo, las «esferas del dragón» se utilizan con frecuencia como un botón de reinicio con el que se puede resucitar a personajes muertos, recrear planetas destruidos, etc. 
Un uso implícito de esta técnica puede verse en la ficción episódica, por ejemplo, cuando los resultados de episodios provocan de manera regular lo que parecerían ser cambios masivos en el estatus de personajes o de sus mundos, si bien el público sobreentiende que episodios posteriores no tendrán en cuenta tales eventos. Un ejemplo es la serie animada South Park, en donde el personaje de Kenny muere en casi todos los episodios de las primeras temporadas, solo para volver a aparecer sin explicación alguna en episodios futuros.
Los Simpson es uno de los programas que generalmente emplea esta técnica, aunque cambios duraderos en la continuidad son introducidos ocasionalmente. Su creador, Matt Groening, se refirió a esta flexibilidad como una «realidad de banda elástica».
Ocasionalmente, programas que utilizan esta técnica señalan, como una forma de humor autorreferencial, su propio uso de ella.
En alusión a este tropo, la serie de televisión británica Hounded de CBBC muestra un botón de reinicio literal que, al final de cada episodio, rebobina los eventos de todo el día de vuelta al comienzo.

## Dispositivos narrativos similares
En vez de tratarse de ejemplos de la técnica del botón de reinicio, cambios repentinos en el pasado de un personaje o en sus atributos en muchos programas episódicos pueden deberse simplemente a problemas de continuidad. Por ejemplo, en episodios tempranos del popular programa de televisión estadounidense House M.D., se afirmaba explícitamente que el personaje del Dr. Wilson era judío, pero en episodios posteriores se daba a entender que no lo era.
En muchas series de aventura, los personajes son definidos de manera esencial por lo que hacen y encuentran en el transcurso de sus aventuras. El desarrollo del personaje se mantiene a un mínimo a expensas de la acción y la aventura. En algunas series de larga duración, los personajes parecen no envejecer, sino que en cambio son cambiados para adaptarlos a la época. Esto ocurre con personajes de dibujos animados tales como Scooby-Doo, con personajes de películas tales como James Bond, o con personajes de novelas en serie tales como Mack Bolan (de la serie The executioner) o Nancy Drew.
El simple fallo en mantener la continuidad de una serie o programa no debe confundirse con la técnica del botón de reinicio, aunque en algunos casos dicho fallo puede considerarse una forma de reinicio. Por ejemplo, cuando se estrenaron las películas de Superman en la década de 1970, los guionistas en gran medida ignoraron la trama de décadas de duración del cómic y con frecuencia contradijeron el canon previo ya establecido. Por ejemplo, en los cómics, Krypton, planeta natal de Superman, tenía un clima similar al de la Tierra, mientras que en las películas se le muestra con un clima helado.